# Synchita
Synchita is een geslacht van kevers uit de familie somberkevers (Zopheridae).

## Soorten
Deze lijst is mogelijk niet compleet.
| - S. barbieri - S. comorensis - S. dubia - S. fallax - S. fuliginosa | - S. hirsuta - S. humeralis - S. laticollis - S. mediolanensis - S. saegeri | - S. separanda - S. sicardi - S. undata - S. uralensis - S. variegata |